# Вратар (лептир)
Вратар (Pyronia tithonus) је дневни лептир из породице шаренаца (Nymphalidae).

## Опис
Релативно лако се распознаје. Крупнији је од нимфи (Coenonympha spp.) а ситнији од смеђаша (Maniola jurtina, Hyponephele spp.).  Осим тога има и тамни руб са горње стране предњег крила и удвојене беле тачкице у црној туфни. Распон крила је 36–42 mm.

## Распрострањење
Настањује готово целу Европу, нема га само на крајњем северу и истоку континента. Судећи по подацима из Велике Британије, ареал му се у последњих неколико деценија шири на север услед климатских промена. У Србији је неравномерно распоређен, налази из Војводине и југозападне Србије су веома ретки.

## Биологија
Највише воли рубове шума и жбуњака. По облачном времену обично одмара на биљкама, а по сунчаном лети од цвета до цвета да би сакупљао нектар.
Обично се среће поред потока, путева, шума. Једина генерација лети од почетка јула до почетка септембра. Гусеница се храни појединим травама.

### Галерија
- мужјак
- мужјак
- женка